# St. Helens, Oregon
St. Helens là quận lỵ của Quận Columbia, Oregon. Nó được thuyền trưởng H. M. Knighton, một người bản xứ của Tân Anh Cát Lợi, thành lập năm 1845 với cái tên là "Plymouth". Tên của thành phố được đổi thành St. Helens cuối năm 1850 vì quang cảnh Núi St. Helens ngang phía bên kia sông Columbia trong tiểu bang Washington. Dân số theo thống kê năm 2000 là 10.019 người.

## Lịch sử
St. Helens được thành lập như một cảng trên sông Columbia trong thập niên 1840, ban đầu là cảng nước sâu chính qua mặt cả Portland cho đến khi các cầu tàu bị lửa tiêu cháy. Các cầu tàu bị cháy hai lần một cách bí ẩn và sau đó thì Portland trở thành cảng chính. St. Helens được hợp nhất thành thành phố vào năm 1889.

## Địa lý
Quốc lộ Hoa Kỳ 30 đi qua thành phố.
Theo Cục điều tra dân số Hoa Kỳ, thành phố có tổng diện tích là 5,3 dặm vuông (13,8 km²) trong đó đất chiếm 4,3 dặm vuông (11,3 km²) và nước chiếm 1,0 dặm vuông (2,5 km²) hay 18,27%.

## Thành phố kết nghĩa
St. Helens có một Thành phố kết nghĩa:
- Bowral, New South Wales, Úc